# Fred Rutten
Fredericus "Fred" Jacobus Rutten (wym. /ˈfrɛt ˈrʏ.tə(n)/; ur. 5 grudnia 1962) – holenderski trener piłkarski i piłkarz.
Całą swoją zawodową karierę piłkarską spędził w FC Twente grając tam od 1979 do 1992 roku.